# Edificio de la Tesorería Regional de Valparaíso
El Edificio de la Tesorería Regional de Valparaíso es un inmueble ubicado en la calle Prat, en la ciudad de Valparaíso, Chile. Construido entre los años 1922 y 1925 como sede porteña de la Caja Nacional de Ahorros, fue declarado como inmueble de conservación histórica por la Municipalidad de Valparaíso. Alberga las oficinas regionales de la Tesorería General de la República.

## Historia
Fue construido entre los años 1922 y 1925 como sede porteña de la Caja Nacional de Ahorros. En conjunto con el Reloj Turri, fue uno de los primeros rascacielos de la ciudad, y ayudó a consolidar el sector bursátil de la calle Prat. El edificio alberga las oficinas regionales de la Tesorería General de la República, y algunas dependencias de la Armada de Chile.

## Descripción
Con 11 pisos y una terraza, tiene un estilo neoclásico con elementos art déco, y está construido en albañilería de ladrillo. Destaca su jerarquización en los pisos inferiores, pilastras dóricas y cornisamiento por piso. También conforma con sus edificios vecinos un frente continuo en altura en la calle Prat.